# Sihem Habchi
Pour les personnes ayant le même prénom, voir Sihem.
 (mars 2017).
 (mars 2017).
Sihem Habchi, née le 9 mai 1975 à Constantine en Algérie, est une militante féministe française engagée dans la lutte contre la précarité et l'exclusion. Elle est présidente de l'association Ni putes ni soumises (NPNS) entre juin 2007 et décembre 2011.
Dans le cadre de la primaire présidentielle socialiste de 2011, elle est porte-parole d'Arnaud Montebourg. Elle a été membre du Collège de la Haute autorité de lutte contre les discriminations et pour l'égalité (HALDE) entre juillet 2007 et 2011.

## Biographie

### Études
Arrivée en France à l'âge de 3 ans, Sihem Habchi décide de réaliser une procédure de naturalisation française après avoir obtenu son baccalauréat. Elle entame des études de médecine puis se lance dans des études de lettres et de linguistique jusqu'à obtenir un diplôme d'études supérieures spécialisées (DESS) Cheffe de projet multimédia - Ingénierie de formation à l'Université Pierre-et-Marie-Curie en 2001.
Elle mène un travail de recherche au Laboratoire de recherche Éthique, Santé et Politique de l'Université Paris 5 René Descartes depuis septembre 2013, après avoir obtenu en 2012 un master sur la prise en charge des victimes et des auteurs de violences.

### Carrière
Après avoir enseigné le français langue étrangère (FLE) auprès d'un public composé essentiellement de femmes en réinsertion, elle se lance dans la production multimédia et oriente sa recherche vers la pédagogie et le multimédia en direction des enfants. Depuis novembre 2013, elle s'engage au côté de l'association Aurore auprès des personnes en grande précarité et dirige plusieurs centres d'hébergement d'urgence au sein de l'association. Elle ouvre le 21 mars 2017 à l'hôpital Hôtel-Dieu un centre d'hébergement d'urgence pour femmes sortant de la maternité sans solution d'hébergement.
La militante fait part de son expertise auprès des entreprises et des institutions, sur le leadership des femmes, l'éthique et l'autonomisation. Elle défend également l'audit de droits humains dans la complaisance sociale, avec un focus sur la place des femmes comme créatrices de richesses et de valeurs. Elle participe en collaboration avec l'organisation indépendante d'audit Mazars aux débats et aux ateliers de travail organisés lors du deuxième Forum mondial des droits de l'Homme au Maroc, en novembre 2014. De septembre à décembre 2015, elle intervient au sein du programme Agir lancé par Éthique formations à la Maison d’arrêt de Fleury-Mérogis, afin de promouvoir les valeurs de la République et la laïcité auprès de jeunes détenus[réf. nécessaire].

### Psychanalyse
En 2016, elle contribue à l'organisation d'un colloque de psychanalyse à Tunis pour le comité Freud, en collaboration avec Youssef Seddik. Il s'intitule Les printemps arabes entre effacement et inscription, et est organisé en partenariat avec l'Institut français et l'IRMC.

## Ni putes ni soumises
Sihem Habchi est présidente de l'association Ni Putes Ni Soumises entre 2007 et 2011.Elle y travaille sur la promotion de l'autonomie des femmes des quartiers et reste, à la fin de son mandat en 2011, membre du conseil d'administration.

### Débuts
Le 8 mars 2003, elle participe à la marche de Vitry-sur-Seine organisée à la suite de l’affaire Sohane Benziane, le meurtre d'une jeune femme brûlée vive dans un local de poubelles de la cité Balzac. Cette première marche permet de briser l’omerta. Plus de trente mille personnes défilent derrière la banderole « Ni putes ni soumises » lors de la Journée internationale des droits des femmes.[réf. nécessaire]
Militant contre l'intolérance et les discriminations, Sihem Habchi revendique son rôle d'« agitatrice ». Elle rejoint Fadela Amara et le mouvement Ni putes ni soumises en avril 2003. Sous les traits des « Mariannes d’aujourd’hui » exposées sur le fronton de l’Assemblée nationale du 12 juillet au 31 août 2003, Sihem Habchi prend place parmi les quatorze visages de femmes, pour valoriser l'image d'une génération multiculturelle. Cette exposition a été hautement symbolique en termes d'identification aux valeurs républicaines d'égalité et de sororité. Des portraits grandeur nature de jeunes filles « black blanc beur » rendent ainsi hommage à Marianne, symbole de la République française.

### Réalisations
Elle propose ses compétences pour la réalisation de l'ouvrage Le Guide du respect (Le Cherche midi, 2005), diffusé par Ni putes ni soumises et produit en 200 000 exemplaires. La marche permet de recueillir des milliers de témoignages de jeunes filles et jeunes garçons en souffrance.
En septembre 2003, Sihem Habchi occupe la position de vice-présidente du mouvement Ni putes ni soumises. Elle est chargée du pôle multimédia, du lien avec les collectifs associatifs et des relations internationales.
En février et mars 2004, elle participe, pendant le débat national sur la laïcité, au Tour de France républicain, afin de décentraliser ce même débat, confiné jusque-là dans des sphères politiques, médiatiques et intellectuelles. Elle anime plus de cent réunions publiques, devant des salles de près de cent mille personnes, malgré des menaces verbales ou physiques.
En octobre 2004, le mouvement Ni putes ni soumises accueille des femmes du monde entier (Arabie saoudite, Allemagne, Pays-Bas, États-Unis, Maroc, Algérie, etc.) venues témoigner de la nécessité d'être solidaires. Son rôle de vice-présidente chargée des relations internationales a permis la création de comités NPNS en Espagne, en Suède, en Suisse, au Maroc et en Belgique.
À l’occasion de la Journée internationale des droits des femmes, le 8 mars 2005, le mouvement NPNS, associé à un collectif d’associations de terrain et de personnalités, lance l'appel Pour un nouveau combat féministe, pour promouvoir l’égalité, la laïcité et la mixité, et assurer l'émancipation des individus. Cet appel dénonce aussi le communautarisme allié au particularisme culturel qui, au nom d’une relative liberté de choix, entraîne l'asservissement et l'enfermement.
En 2006, Sihem Habchi participe à l’élaboration de la Maison de la mixité, inaugurée le 8 mars de cette même année en présence du président de la République Jacques Chirac.
En 2007, grâce à son intervention à New York en tant que vice-présidente de Ni putes ni soumises, le mouvement obtient un statut consultatif à l'Organisation des Nations unies, ce qui lui permet d’être une interlocutrice privilégiée sur la scène internationale.

### Une présidence troublée
Le 23 juin 2007, elle est élue présidente de Ni putes ni soumises par le Conseil national du mouvement, malgré les contestations internes des comités. Elle remplace ainsi Fadela Amara, nommée secrétaire d'État chargée de la politique de la Ville dans le second gouvernement François Fillon.
En juillet 2007, quelques jours après son élection au poste de présidente de Ni putes ni soumises, Sihem Habchi est nommée par Bernard Accoyer, président de l'Assemblée nationale, au Collège de la Haute Autorité de lutte contre les discriminations et pour l'égalité (HALDE). Elle est également membre du comité diversité de France Télévisions.
Depuis 2007, Sihem Habchi soutient des femmes victimes de l'obscurantisme dans le monde. Elle participe à la manifestation au Trocadéro, sur le Parvis des Droits de l'Homme, organisée par NPNS en soutien à la liberté d'expression de Nawal El Saadawi, écrivaine égyptienne persécutée en Égypte par les intégristes musulmans. Celle-ci, revenue de son exil américain l'année suivante, participe au congrès de NPNS. Lors de l'université d'automne de Ni putes ni soumises, organisée à Dourdan en novembre 2007, elle reçoit l'écrivaine bengladaise Taslima Nasreen, la féministe iranienne Chahla Chafiq et l'ancienne ministre pakistanaise du tourisme Nilofar Bakhtiar. Sihem Habchi se rend au Pakistan afin de soutenir cette dernière, menacée de fatwa[réf. souhaitée]. En 2008, avec NPNS, elle accueille Ayaan Hisi Ali ainsi que Naeema Moghul, Pakistanaise brûlée à l'acide, ou encore Rola Dashti, qui lutte pour le droit de vote des femmes au Koweït.
Le 24 novembre 2008, Sihem Habchi adresse une lettre à Nicolas Sarkozy, pour lui demander de lutter contre les violences faites aux femmes. Afin de formaliser cette demande, le mouvement Ni putes ni soumises initie un collectif d'associations.
Le 17 juin 2009, Sihem Habchi soutient le débat parlementaire qui s'ouvre sur la question de la burqa et voit dans la burqa « le symbole de l'oppression sur les femmes par ceux qui luttent contre la mixité ».
En octobre 2011, l'association connaît une grève importante, impliquant huit salariés sur neuf. Une lettre anonyme accuse Sihem Habchi de favoriser ses proches et d'abuser des fonds de l'association. Il lui est aussi reproché d'avoir pris la parole au nom de NPNS alors qu'elle était parte-parole d'Arnaud Montebourg. Sihem Habchi est alors contrainte de démissionner en 2017.

## Politique
En juin 2011, elle rejoint l'équipe d'Arnaud Montebourg lors des primaires organisées par le Parti Socialiste (PS) en vue de l’élection présidentielle de l'année suivante. C'est avec ces mots qu'elle explique son entrée en politique : "Marine Le Pen a dit que j’étais une Française de papier, parce que je suis binationale, je me suis dit qu’il fallait que je saute le pas".

## Distinction
Le 11 novembre 2010, elle est nommée chevalier de l'ordre national du Mérite pour ses activités professionnelles et associatives en matière de Politique de la ville.

## Publications
- Sihem Habchi et Roland Castro, Nous sommes des millions à être seuls : Pour en finir avec l'égoïsme ordinaire, juin 2012, 120 p. (ISBN 2358690384)
- Sihem Habchi et Roland Castro, Ni voilée ni violée, éditions David Reinharc, octobre 2011.
- Sihem Habchi, "Toutes libres. Rebelles et insoumises, exigeons l'impossible !" aux éditions Pygmalyon chez Flammarion, mars 2013.